# 浔阳江
浔阳江，又作寻阳江，是长江流经中国江西省九江市北面的一段。
浔阳江的名称来自古代位于这段长江北部以及后来南部的浔阳县或者郡，而浔阳县郡的名称来自长江北部的一条河流“浔水”。

## 文化中的浔阳江

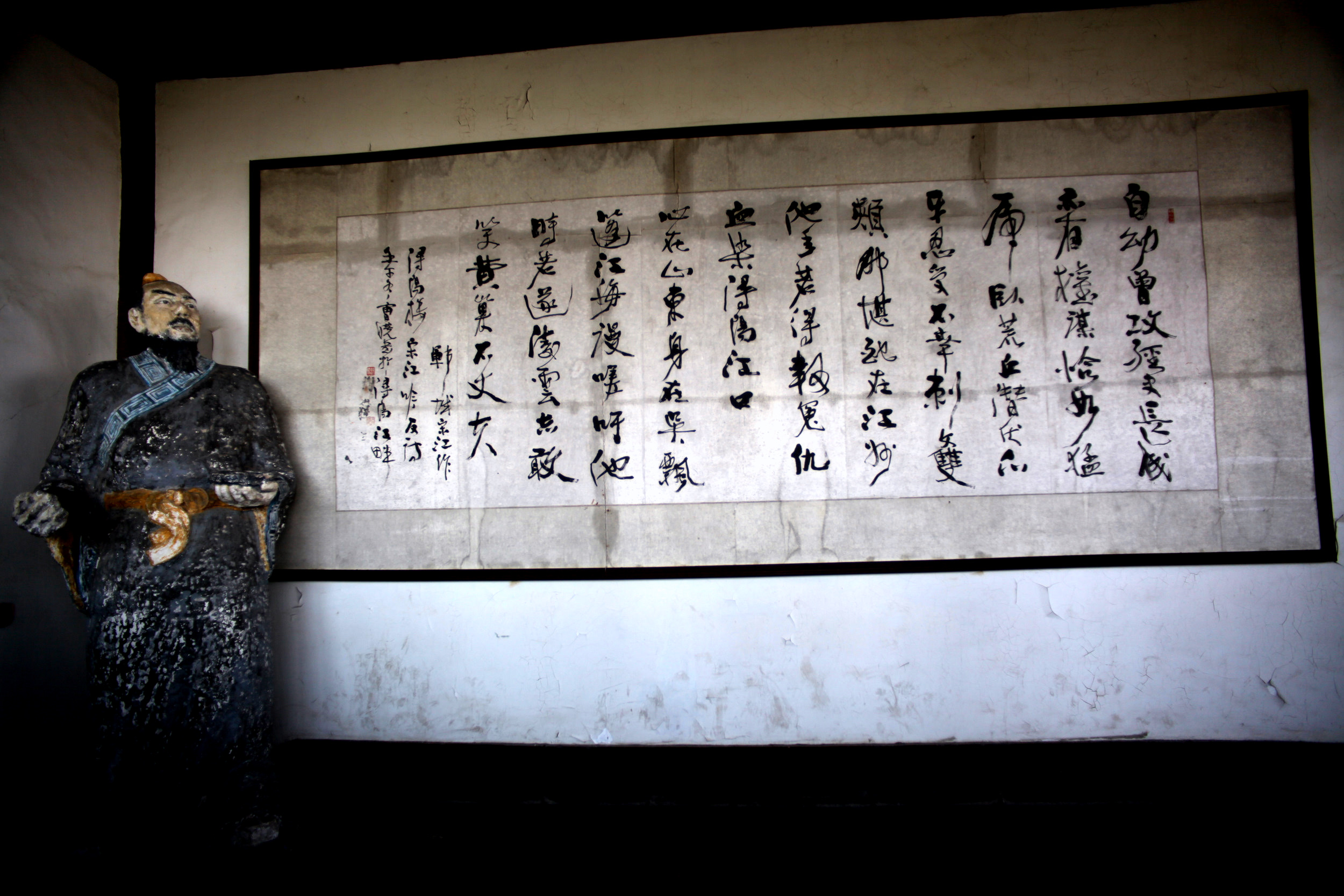
宋江浔阳楼反诗

唐代诗人白居易在浔阳江头创作了长诗《琵琶行》，其开始两句就提到浔阳江：“浔阳江头夜送客，枫叶荻花秋瑟瑟”。
小说《水浒传》中主人公宋江因为杀人罪被流放到江州，在浔阳江上及岸边结识了数十位后来的梁山首领，成为宋江的重要的原始班底，包括戴宗、李逵、穆弘、李俊、张横、张顺、童威、童猛等。在酒后题诗中也提到“血洗浔阳江口”。